# Phyllophaga manchesterea
Phyllophaga manchesterea är en skalbaggsart som beskrevs av Saylor 1940. Phyllophaga manchesterea ingår i släktet Phyllophaga och familjen Melolonthidae. Inga underarter finns listade i Catalogue of Life.